# Gazdasági és Közlekedési Minisztérium
A Gazdasági és Közlekedési Minisztérium (rövidítése: GKM) a Magyar Köztársaság egyik minisztériuma volt. 2008. április 30-ával szűnt meg. Utódai a Közlekedési, Hírközlési és Energiaügyi Minisztérium, valamint a Nemzeti Fejlesztési és Gazdasági Minisztérium lettek.

## Miniszterek

### Az első Gyurcsány-kormány alatt
- Kóka János (SZDSZ) (2004. október 4-től 2006. június 9-ig)

### A második Gyurcsány-kormány alatt
- Kóka János (SZDSZ) (2006. június 9-től 2007. december 4-ig)
- Kákosy Csaba (pártonkívüli) (2007. december 5-től 2008. április 30-ig).

## Székhelye
1054 Budapest, Hold u. 17.

## Feladatai
A GKM volt felelős a reálgazdasági folyamatok, az ipar, a bel- és külkereskedelem, az infrastruktúra fejlesztés, ezen belül kiemelten a közlekedési infrastruktúra fejlesztéséért. A minisztérium  kiemelt feladata volt a versenyképesség erősítése és a gazdálkodási környezet kedvező irányú befolyásolása, valamint a mikro-, kis- és középvállalkozói szektor erősítése, illetve a külföldi működőtőke beáramlás elősegítése.

## Története
Az Informatikai és Hírközlési Minisztérium megszüntetéséről szóló törvényt 2006. május 30-án fogadta el az Országgyűlés, amelynek értelmében „a közigazgatási informatikai feladatok ellátása a Miniszterelnöki Hivatalhoz, az Informatikai és Hírközlési Minisztérium minden más feladatának ellátása pedig a Gazdasági és Közlekedési Minisztériumhoz került. A törvény június 9-én lépett hatályba.
A GKM 2008. április 30-ával szűnt meg. Utódai a Közlekedési, Hírközlési és Energiaügyi Minisztérium, valamint a Nemzeti Fejlesztési és Gazdasági Minisztérium lettek.